# إل كوندور باسا
إل كوندور باسا (El Cóndor Pasa) هي موسيقى مسرحية من أشهر المقاطع الموسيقية. ألفها عام 1913 الملحن البيروي دانيال ألوميا روبليس وكتب النص خوليو بادوين تحت اسم مستعار هو خوليو دو لاباز. في البيرو صنفت هذه المعزوفة إلى قائمة التراث الثقافي الوطني.

## العمل
عرضت هذه المسرحية في مدينة بيرو دو باسكو حيث تعكس الظروف الاجتماعية، وتعالج الصراع القائم بين أرباب العمل الأوروبيين وعمال الشعب الأصليين. قتل المستغل وصاحب المنجم السيد كينغ لكن لاحقا يستبدل بالسيد كوب ويعود الصراع من جديد. يدور الصراع في جبال الكوندور التي ترمز إلى الحرية المنتظرة.

## النغم
الأصل ليس نصيا، وأغنية إل كوندور باسا هي جزء من العرض الأخير للمسرحية. النص بلغة كيشوا ينادي أندية الكوندور القوية، ويرجوهم لأخذهم والانتقال بهم إلى الإنكا القديمة لماتشو بيتشو.

## نص الأغنية مع ترجمة عربية
| الكيشوا | الإسبانية | العربية |
| --- | --- | --- |
| Yaw kuntur llaqtay urqupi tiyaq maymantam qawamuwachkanki, kuntur, kuntur apallaway llaqtanchikman, wasinchikman chay chiri urqupi, kutiytam munani, kuntur, kuntur. Qusqu llaqtapim plazachallanpim suyaykamullaway, Machu Piqchupi Wayna Piqchupi purikunanchikpaq | Oh majestuoso Cóndor de los Andes, llévame, a mi hogar, en los Andes, Oh Cóndor. Quiero volver a mi tierra querida y vivir con mis hermanos Incas, que es lo que más añoro oh Cóndor. En el Cusco, en la plaza principal, espérame para que a Machu Picchu y Huayna Picchu vayamos a pasear | يا كوندور جبال الأنديز القوي خذني إلى البيت، إلى جبال الأنديز يا كوندور أريد العودة إلى أرضي، وأعيش مع إخوتي الإنكا، فيما بعد أشتاق يا كوندور في كوسكو، في الساحة الرئيسية انتظرني كي نستطيع الذهاب إلى ماتشو بيتشو وهواينا بيتشو |

## وصلات خارجية
- النص مع الترجمة (إسبانية)